# Vidoje Žarković
Vidoje Žarković (* 10. Juni 1927 in Nedajno, Plužine, Königreich der Serben, Kroaten und Slowenen; † 29. September 2000 in Belgrad, Serbien) war ein Politiker aus der Sozialistischen Föderativen Republik Jugoslawien (SFRJ), der unter anderem 1984 Vorsitzender des Bundes der Kommunisten Montenegros sowie zwischen 1985 und 1986 Vorsitzender des Bundes der Kommunisten Jugoslawiens (BdKJ) war. Darüber hinaus war er zwischen 1974 und 1984 als Vertreter der Sozialistischen Republik Montenegro sowie 1985 bis 1986 kraft Amtes Mitglied des Präsidiums der Sozialistischen Föderativen Republik Jugoslawien.

## Leben
Žarković besuchte das Gymnasium in Pljevlja und nahm während des Zweiten Weltkrieges ab 1941 als einer der jüngsten Angehörigen der 1. Proletarischen Brigade am Partisanenkrieg gegen die Besetzung Jugoslawiens teil, dem sogenannten „nationalen Befreiungskampf der Völker Jugoslawiens“. Während dieser Zeit trat er 1943 auch der Kommunistischen Partei Jugoslawiens (KPJ) als Mitglied bei. Nach Kriegsende besuchte er die Marineakademie sowie die Hochschule für Politikwissenschaften und trat der Kriegsmarine der Jugoslawischen Volksarmee bei. In den folgenden Jahren übernahm er zahlreiche Aufgaben in der Politverwaltung der Kriegsmarine und schied 1965 aus dem aktiven Militärdienst aus.
Im Anschluss wurde Žarković 1965 Sekretär des Zentralkomitees (ZK) im Bund der Kommunisten Montenegros und im Anschluss am 5. Mai 1967 Nachfolger von Mijuško Šibalić als Vorsitzender des Exekutivrates der Volksversammlung der Sozialistischen Republik Montenegro. Damit war er Ministerpräsident dieser Teilrepublik der Sozialistischen Föderativen Republik Jugoslawien (SJRJ) und bekleidete diese Funktion bis zum 7. Oktober 1969, woraufhin er durch Žarko Bulajić abgelöst wurde. Er selbst hatte bereits am 6. Oktober 1969 von Veljko Milatović den Posten als Präsident der Volksversammlung der Sozialistischen Republik Montenegro übernommen und war dadurch bis zu seiner Ablösung durch Budislav Šoškić am 1. April 1974 de facto Staatspräsident der Teilrepublik.
Žarković selbst wurde 1974 als Vertreter der Sozialistischen Republik Montenegro Mitglied des Präsidiums der Sozialistischen Föderativen Republik Jugoslawien und gehörte diesem zunächst bis 1984 an als Veselin Đuranović Vertreter Montenegros im Staatspräsidium wurde. Während dieser Zeit war er vom 15. Mai 1976 bis 15. Mai 1977 sowie erneut zwischen dem 15. Mai 1983 und dem 15. Mai 1984 Vizepräsident des Präsidiums der SFRJ und somit Stellvertretender Staatspräsident.
Danach wurde er im Mai 1984 Nachfolger von Dobroslav Ćulafić als Vorsitzender des Bundes der Kommunisten Montenegros, bekleidete diesen Posten allerdings nur bis zu seiner Ablösung am 30. Juli 1984 durch Marko Orlandić. Er selbst wurde am 25. Juni 1985 Nachfolger von Ali Shukri als Vorsitzender des Bundes der Kommunisten Jugoslawiens (BdKJ) und verblieb in dieser Funktion bis zum 28. Juni 1986, woraufhin er durch Milanko Renovica abgelöst wurde. Als Vorsitzender des BdKJ war er kraft Amtes zwischen 1985 und 1986 abermals Mitglied des Präsidiums der SFRJ. Daneben gehörte er zwischen 1984 und 1989 dem Präsidium des ZK des BdKJ an.
Für seine Verdienste wurde ihm der Orden Held der sozialistischen Arbeit (1987) sowie die Gedächtnismedaille der Partisanen von 1941 verliehen.